# ابن الملاحمي الخوارزمي
ركن الدين محمود بن محمد الملاحمي الخوارزمي (توفي في 19 تشرين الأول 1141 م) كان عالمًا خوارزميًا مسلمًا من المدرستين المعتزلة والحنفية. كتب ستة أعمال معروفة بالعنوان، ولكن من بين هذه الأعمال لم يُحفظ إلا على عمل واحد بالكامل واثنين جزئيًا؛ أما الباقي فقد فقد.
وُلِد ابن الملاحمي قبل عام 1090م في خوارزم. ومن المرجح أنه كان نشطًا في غرغانج، عاصمة خوارزم. وفي عصره كانت المعتزلة شائعة بين الحنفية الخوارزمية، في حين أنها كانت مقموعة في معظم البلاد الإسلامية. كان ينتمي في البداية إلى فرع البهشمية [الإنجليزية] من المعتزلة، لكنه تبنى مذهب أبي الحسين البصري بعد إدخاله إلى خوارزم. ساهم في تحويل مدرسة البصري إلى منافس جدي للمدرسة البهشمية في خوارزم. درَّس علم الكلام للزمخشري، الذي بدوره علَّمه تفسير القرآن الكريم.
كان ابن الملاحمي معارضًا قويًا للميتافيزيقا (ما وراء الطبيعة). لقد رأى في تعاليم ابن سينا تخفيفًا من الطابع النبوي المحمدي. كانت المسيحية، في نظره، نموذجًا لدين الوحي الإلهي والنبوة المتأثر بالفلسفة اليونانية. وقد ألف كتابًا في علم الكلام المعتزلي للبصري، وهو كتاب المعتمد في أصول الدين، ولكن لم يبق منه إلا القسم الأول وجزء من قسم آخر. كتب نسخة مختصرة من كتابه الفقه في الأصول، وأكمله في كانون الأول 1137. وقد بقي هذا العمل كاملًا. فيها يذكر عملين آخرين له: كتاب الحدود وجواب المسائل الأصفهانية؛ لا يُعرف عنهما اليوم إن كانا موجودان أم لا.
بين عامي 1137 و1141، أكمل ابن الملاحيمي كتابه الثالث: تحفة المتكلمين في الرد على الفلاسفة، وهو هجوم شامل على الفلسفة الهلنستية، وخاصة تلك المستخدمة في تعاليم ابن سينا. يرى الملاحمي أن الإفراط في استخدام الفلسفة الهلنستية قد يعرضها لخطر إساءة استخدامها لتبرير المعتقدات الخاطئة، كما يفعل المسيحيون مع الثالوث والتجسيد. كان هذا العمل منتشرًا في أماكن بعيدة مثل اليمن، ولكنه الآن ضاع. آخر أعماله هو: التجريد، وهو نسخة مختصرة من عمل البصري حول المنهج القانوني الذي اكتمل بحلول حزيران 1140. وقد بقيت في مخطوطة واحدة غير مكتملة.
تأثر ابن الملاحمي بأبي الحسين البصري، وقد أثَّر على الزمخشري.

## الطبعات
- Maḥmūd b. Muḥammad al-Malāḥimī (2012). Wilferd Madelung (المحرر). Kitāb al-muʿtamad fī uṣūl al-dīn. Tehran: Miras-e Maktoob. DOI:10.1163/9789004405974. Published online by Brill, 2019{{استشهاد بكتاب}}:  صيانة الاستشهاد: postscript (link)

### فهرس
- Ansari، Hassan؛ Schmidtke، Sabine (2013). "The Muʿtazilī and Zaydī Reception of Abū l-Ḥusayn al-Baṣrī's Kitāb al-Muʿtamad fī Uṣūl al-Fiqh: A Bibliographical Note". Islamic Law and Society. ج. 20: 90–109.
- Madelung، Wilferd (2011). "Ibn al-Malāḥimī". في David Thomas؛ Alex Mallett؛ Juan Pedro Monferrer Sala؛ Johannes Pahlitzsch؛ Mark Swanson؛ Herman Teule؛ John Tolan (المحررون). Christian–Muslim Relations: A Bibliographical History, Volume 3 (1050–1200). Leiden: Brill. ص. 440–443.